# Lychgate (Band)
Lychgate (Vgl. Lychgate) ist eine 2011 gegründete Supergroup und Extreme-Metal-Band die musikalische Elemente des Black Metal mit solchen des Extreme Doom und Progressive Metal verbindet.

## Geschichte

### Gründung und Debüt
James „Vortigern“ C. Young begann die spätere Band Lychgate als Soloprojekt im Jahr 2001. Erste Demoaufnahmen wurden unter dem Bandnamen Archaicus veröffentlicht. Die so seit Jahren keimende Idee nahm 2011 in der Gründung von Lychgate mit Greg Chandler von Esoteric, Benjamin „Aran“ König von Lunar Aurora und Tom J. F. Vallely von Omega Centauri Form an. Gemeinsam wurde 2012 das selbstbetitelte Debütalbum, basierend auf den Ideen und Demoaufnahmen des Soloprojektes, aufgenommen und im ersten Quartal 2013 von den Labeln Mordgrimm und Gilead Media auf CD und LP veröffentlicht.

### An Antidote for the Glass Pill
In den Jahren 2012 und 2013 arbeitete die Band vornehmlich am Schreib- und Vorbereitungsprozess für ein zweites Album. Auftritte fanden nur wenige statt und die Kernbesetzung der Band blieb Konstant. Zu den Aufnahmen wurde allerdings mit Alan Webb ein neuer Bassist hinzugezogen. Mit dem Organisten Kevin Bowyer und der Klavierspielerin F. A. Young, der Schwester des Bandbegründers, wurden zwei Gäste zu den Aufnahmen hinzugezogen. Konzeptionell orientiere sich Lychgate diesmal an Michel Foucault und Jeremy Bentham bezogen auf das Panopticon als Metapher der postmodernen Gesellschaft.

### The Contagion in Nine Steps
Im November 2015 wurde nach der Veröffentlichung des Albums An Antidote for the Glass Pill über Blood Music eine Europatournee mit Nightbringer absolviert, gefolgt von Festivalauftritten wie einem Konzert beim Roadburn Festival 2016 bei dem die Band das gesamte Album mit echter Orgel spielte. Im August 2017 arbeitete die Band mit dem Produzenten Jaime Gomez in den Orgone Studios um das dritte Album The Contagion in Nine Steps aufzunehmen. Das Album wurde es von dem Stanisław-Lem-Roman Der Unbesiegbare und Aspekten der Massenpsychologie inspiriert. Als weiterer lyrischer Aspekt steht indes die europäische Philosophiegeschichte in der Beschäftigung mit Ideen von Platon, Georg Wilhelm Friedrich Hegel, Sylvie Le Bon de Beauvoir, und Elias Canetti.

### Also sprach Futura
Es folgten im August und September des Jahres 2019 Aufnahmen in den Priory Recording Studios für eine EP mit dem Titel Also sprach Futura. Diese hingegen wurde durch den Film Metropolis, Golem XIV von Lem, Ovids Metamorphosen sowie dem Transhumanismus inspiriert. Die EP wurde im März 2020 über Debemur Morti Productions veröffentlicht.

## Stil
Die Musik von Lychgate entzieht sich einer eindeutigen Kategorie, enthält jedoch zuvorderst Einflüsse aus dem Extreme Doom und Black Metal. So führt Young neben unterschiedlichen Metalbands wie My Dying Bride, Emperor und Morbid Angel mit Art Zoyd und Univers Zéro Vertreter der Vereinigung Rock in Opposition sowie Filmkomponisten wie Ennio Morricone und Bernard Herrmann und die Neue Musik als wesentlichen Einfluss auf den Stil der Band an. Eine vage musikalische Ausrichtung am Black Doom, unter der diese Einflüsse zum Tragen kommen, basiere dabei auf seiner musikalischen Sozialisation.
Dabei spielt Lychgate einen Stil der „auf sinistrem, gutturalem Gesang, schaurigen Gitarrenmelodien, vertracktem Drumming und nahezu omnipräsentem, ominösem Orgelspiel“ kombiniert.

„Die vielseitig eingesetzte Instrumentierung, von Piano, über Pauke bis zum Cembalo trägt seinen eigenen Anteil zu einem organischen Klangerlebnis bei, ebenso das krankhafte Schreien und Kreischen von ESOTERICs Frontmann Greg Chandler[.]“

In dieser Kombination changiert die Musik zwischen dem Extreme Doom des Albums An Antidote for the Glass Pill, in einer Verknüpfung von Symphonic Black Metal und Funeral Doom, der musikalischen Nähe zum Post-Black-Metal von A Forest of Stars, mit „starken Assoziationen an SATYRICON“, auf Lychgate und einer Metal-Kombination auf der EP Also sprach Futura die „zwischen skandinavischen Avantgardisten wie Ved Buens Ende und recht klassischem Doom Metal“ gesehen wird. Als weitere Vergleichsgrößen werden insbesondere Interpreten des avantgardistischen Black- und Post-Black-Metal wie Blut aus Nord, Dødheimsgard und Deathspell Omega angeführt.

## Rezeptionshistorie
Die Band wurde mit ihrer ersten Veröffentlichung als Lychgate als Supergroup des Extreme Metal bewertet und an den Qualitäten der beteiligten Musiker gemessen. Grundsätzlich negativ wurde keine der Veröffentlichungen besprochen. Die meisten Beurteilungen jenseits des als durchschnittlich bis gut bewerteten Debüts fielen ausgesprochen positiv aus.

### Lychgate in der Rezeption
Lychgate wurde als „kompaktes und vielschichtiges Werk“ gelobt, „bei dem jeder Titel dazu [beitrage], den künstlerischen Rahmen des Werks zu definieren, auch wenn sich das Album gelegentlich in zu oft wiederholten Mustern verliert.“ So wurde das Debüt als eine die Grenzen des Extreme Metal sprengende Veröffentlichung voller Spielfreude gelobt. Lychgate sei als kommender Klassiker das Album, dass es im Jahr der Veröffentlichung zu hören gelte. Das Album weise keine schwachen Stücke auf und sei all jenen zu empfehlen, die die Musik der beteiligten Musiker in anderen Projekten schätzten. Dabei wurde gerade dieser Umstand auch zum Ziel von Kritik, da Lychgate sich „zu sehr […] im Fahrwasser der jeweiligen“ Hauptbands bewege. Insbesondere sei eine „Verwandtschaft zu Lunar Aurora fast unüberhörbar“.
Und „so stimmungsvoll und atmosphärisch manche Passagen auch [seien], so wenig [wären] es manch andere. Das Stilmittel der künstlerischen, spannungsgeladenen Monotonie [würde] hier und da etwas zu sehr ausgereizt und [schlage] so einige Male in langweilende Eintönigkeit um.“ Dennoch erscheine Lychgate als Album, das sich entfalten könne und „sehr feinfühlig und atmosphärisch“ wirke.

### An Antidote for the Glass Pill in der Rezeption
Das zweite Album galt als gelungener aber gewagter Schritt fort vom selbstbetitelten Debüt. Lychgate bewege sich „hin zu etwas, das sich viel mehr am klassischen und Gothic orientier[e].“ Mit An Antidote for the Glass Pill hieß es so, verfolge Lychgate in Abgrenzung zum Debüt, einen „einzigartigen Ansatz […] atmosphärischen Black Doom“ dieser stelle in Ausdrucksstärke und Eigenständigkeit „eine finstere, monumentale und verstörende Zeremonie dar, die einem den kalten Schauer über den Rücken jagt.“ Das Album sei damit „ein frischer Wind in einem durch Hochmut und Größenwahn abgestandenen Genre“, „eine jenseitige, faszinierende Veröffentlichung, die sich nicht scheu[e], Grenzen zu überschreiten“ um „apokalyptischen Schrecken zu umarmen“ und ein Album, an das man sich noch in Jahren positiv erinnern würde. In dieser „Umarmung“ erscheine An Antidote for the Glass Pill „zeitgleich esoterisch und extravagant“ gehe jedoch deutlich über bloßen „Gothic-Hedonismus und theatralischen Pomp“ von Gruppen des Dark Metal hinaus. Vielmehr erweise An Antidote for the Glass Pill als „eine atemberaubend ehrgeizige Veröffentlichung einer Gruppe von Musikern, deren grandiose Vision voll und ganz verwirklicht wurde und die nie von ihrem einzigartigen Weg abgewichen ist.“
Das Album besitze dabei eine Fülle Dualismen. So wirke es gleichzeitig melodiös und unharmonisch; brutal, aber ohne Aggression, dramatisch und theatralisch und doch ernsthaft, rockig, aber entgegen der Idee von Rockmusik. Analog stehen die Band mit dem Album zu jenen musikalischen Genren derer sich Lychgate vornehmlich zuordnen lasse:

„This is Black Metal for people who like the idea of Black Metal more than the reality. Doom for people who want to go beyond stolen Sabbath riffs and feedback. Prog Metal for people who wish the term didn’t have anything to do with Opeth.“

„Das ist Black Metal für Leute, die die Idee vom Black Metal mehr mögen als seine Realität. Doom Metal für Leute, die über geklaute Black-Sabbath-Riffs und Feedback hinausgehen wollen. Prog Metal für Leute, die sich wünschen, dass der Begriff nichts mit Opeth zu tun hat.“

Entsprechend agiere Lychgate „höchst eigenständig“ mit einer „Sperrigkeit“ die trotz „vertrackte[r] Kompositionen mit einem Mindestmaß an Nachvollziehbarkeit“ ausgestattet sind, was den „Hörfluß“ und „Zugang“ zum Album erleichtert. So sei An Antidote for the Glass Pill „darauf ausgelegt, zu fesseln und zu hypnotisieren, anstatt“ traditionellen Strukturen der Pop- und Rockmusik zu folgen. Damit erweise sich die Musik des Albums als hypnotisierende Variante eines Black Metal, „der Genre-Standards zugunsten eines experimentelleren Ansatzes“ abstreift. In Relation zu den sonstigen Werken der beteiligten Musiker erscheine es zwar noch nicht den Status „Meisterwerk“ zu verdienen, sei jedoch ein großer Schritt in eine entsprechende Richtung.

### The Contagion in Nine Steps in der Rezeption
The Contagion in Nine Steps wurde als „Album, das hart und aggressiv zuschlägt, aber auch eine ausgefallenere Stimmung zu erzeugen weiß“, als „ein genreübergreifendes Werk symphonischer Extravaganz“ und „Album nur für Kenner“, die „nicht wie Schaf der Herde“ folgen gelobt. Mit Blick auf die Kombination aus Progressive- und Extreme-Metal sei der Band mit The Contagion in Nine Steps eine Maßstäbe setzende konzeptionelle Weiterentwicklung gelungen. Gerade der Anteil an Progressive Metal, den die Band auf diesem Album nutze sei besonders intelligent und hochwertig ohne im spielerischen Selbstzweck zu verharren. Für ihre transportierte „Düsternis […] von geradezu greifbarer Dichte“ nutze Lychgate „genau das richtige, der Atmosphäre dienliche Maß an Variation“. Dabei sei es kompliziert das Album „in seiner Gesamtheit zu erfassen“, wobei die intensive „Auseinandersetzung“ sich „jedoch unbedingt“ lohne.
Mit „überlegener Musikalität, einem ausgezeichneten Gespür für Dynamik und einer herausragenden Auswahl an Stimmeffekten“ zeige dies „Album, dass Lychgate ein beeindruckendes Musikerkollektiv ist.“ Das Album funktioniere dabei geschlossen und sei nicht in Einzelelemente zu unterteilen. Derweil keine andere Gruppe mehr als direkter Vergleich angeführt werden könne. Entsprechend gelänge Lychgate mit The Contagion in Nine Steps in der fortlaufenden Evolution des eigenen Stils, die Verbindung aus „nihilistischem Kommentar und ausgeprägt versiertem Metal so effektiv wie noch nie“ hin zu einer bleibenden Einzigartigkeit.

### Also sprach Futura in der Rezeption
Das Lob für die künstlerischen und handwerklichen Qualitäten Lychgates setzte sich den Besprechungen der EP Also sprach Futura fort. Wie bei den Alben vorweg müsse Also sprach Futura mehrfach gehört um erschlossen zu werden. Die investierte Zeit erweise sich „aber letztendlich lohnenswert.“ So wurde Also sprach Futura als „Fest für Freunde von progressivem Extrem-Metal“, „düster, komplex und frisch“ und Album für Metal-Hörer, „die sich gerne als intellektuelle Speerspitze definieren“ bewertet. Mit ihrer „Musik für Extreme Metal Fans, die gerne über den Tellerrand hinausschauen wollen“ habe Lychgate „eine eigene Nische gefunden und erfolgreich besetzt.“ Also sprach Futura lasse daher keinen „Zweifel daran, dass diese Band ihre Musik in den kommenden Jahren weiterhin in viele Farben und Formen darbringen“ werde. Und dabei erschließe die Band sich mit der EP neue Wege sich auszudrücken und besitze das Potential alte und neue Hörer anzusprechen. Insbesondere solche mit einer Vorliebe für Black Metal mit einem vielseitigen und kreativ offenen Klang. Lychgate erscheine mit dieser Veröffentlichung „lebendiger den je“ und gar bösartig dabei.
Lediglich am gewählten Format schieden sich die Kritiken, die Lychgates erster EP grundsätzlich hohe Qualität zusprachen. So wurde es als enttäuschend beurteilt, dass „nach vier Tracks schon wieder Schluss ist“. Anderseits wurde Also sprach Futura dafür gerühmt, dass die Gruppe das Format, in Abgrenzung zur oft gegebenen Sammlung von ungenutzten Stücken einer Albumaufnahme, gekonnt zu nutzen wisse.

„Manch eine Musikgruppe nutzt das kleine Release-Format […], um damit interessante Themenkomplexe aufzugreifen – so zum Beispiel LYCHGATE, die mit ‚Also sprach Futura‘ nach drei LPs ihre erste Mini-Platte veröffentlichen.“

Doch jenseits der Spielzeit sei die EP in allen Aspekten ein „Wirbelsturm“ von einer Veröffentlichung, dies beinhalte „Cover, Klang, Komposition und Struktur“ der EP. Entsprechend wurde Also sprach Futura als „EP die jede ihrer Minuten wert“ sei.

## Diskografie
- 2013: Lychgate (Album, Mordgrimm/Gilead Media)
- 2015: An Antidote for the Glass Pill (Album, Blood Music)
- 2018: The Contagion in Nine Steps (Album, Blood Music)
- 2020: Also sprach Futura (EP, Debemur Morti Productions)